# Copa del Rey 1929
Die Copa del Rey 1928/29 war die 27. Austragung des spanischen Fußballpokals.
Der Wettbewerb startete am 9. Dezember 1928 und endete mit dem Finale am 3. Februar 1929 im Estadio Mestalla in Valencia. Titelverteidiger des Pokalwettbewerbes war der FC Barcelona. Den Titel gewann RCD Español durch einen 2:1-Erfolg im Finale gegen Real Madrid.

## Runde der letzten 32
Die Hinspiele wurden am 8. und 9. Dezember, die Rückspiele am 16. Dezember 1928 ausgetragen.
|                           | Gesamt |                  | Hinspiel | Rückspiel |
| ------------------------- | ------ | ---------------- | -------- | --------- |
| CD Europa                 | 4:4    | FC Valencia      | 3:2      | 1:2       |
| Athletic Madrid           | 3:0    | CD Extremeño     | 3:0      | 0:0       |
| Real Madrid               | 9:2    | Real Oviedo      | 5:0      | 4:2       |
| Betis Sevilla             | 1:2    | CD Logroño       | 1:0      | 0:2       |
| Iberia SD                 | 2:3    | Racing de Madrid | 2:0      | 0:3       |
| Celta Vigo                | 3:8    | Athletic Bilbao  | 2:1      | 1:7       |
| CD Alavés                 | 1:3    | Racing de Ferrol | 1:1      | 0:2       |
| CD Castellón              | 5:4    | Cultural Leonesa | 4:2      | 1:2       |
| Arenas Club               | 5:1    | Real Unión       | 2:0      | 3:1       |
| Sporting Gijón            | 5:9    | RCD Español      | 3:4      | 2:5       |
| Gimnástica de Torrelavega | 7:2    | CD Alfonso XIII  | 5:1      | 2:1       |
| Real Sociedad             | 10:00  | Patria Aragón    | 6:0      | 4:0       |
| FC Barcelona              | 9:3    | Racing Santander | 7:1      | 2:2       |
| Real Valladolid           | 2:8    | FC Sevilla       | 2:0      | 0:8       |
| Real Murcia               | 1      | CA Osasuna       | 4:2      | 0:1       |
| FC Elche                  | 2      | Marino FC        |          |           |

### Entscheidungsspiele
|             | Ergebnis |             |
| ----------- | -------- | ----------- |
| CD Europa   | 13:4 1   | FC Valencia |
| Real Murcia | 12:4 2   | CA Osasuna  |

## Achtelfinale
Die Hinspiele wurden am 23. Dezember, die Rückspiele am 30. Dezember 1928 ausgetragen.
|                           | Gesamt |                  | Hinspiel | Rückspiel |
| ------------------------- | ------ | ---------------- | -------- | --------- |
| FC Barcelona              | 6:0    | Real Sociedad    | 6:0      | 0:0       |
| Arenas Club               | 5:9    | RCD Español      | 4:6      | 1:3       |
| Racing de Ferrol          | 1:5    | Athletic Bilbao  | 1:1      | 0:4       |
| FC Valencia               | 2:5    | Racing de Madrid | 1:3      | 1:2       |
| Gimnástica de Torrelavega | 3:4    | Athletic Madrid  | 2:3      | 1:1       |
| Real Madrid               | 13:00  | CD Logroño       | 8:0      | 5:0       |
| CA Osasuna                | 2:5    | FC Sevilla       | 0:1      | 2:4       |
| CD Castellón              | 7:0    | FC Elche         | 5:0      | 2:0       |

## Viertelfinale
Die Hinspiele wurden am 6. Januar, die Rückspiele am 12. und 13. Januar 1929 ausgetragen.
|              | Gesamt |                  | Hinspiel | Rückspiel |
| ------------ | ------ | ---------------- | -------- | --------- |
| RCD Español  | 9:3    | Athletic Madrid  | 5:1      | 4:2       |
| FC Sevilla   | 0:3    | FC Barcelona     | 0:1      | 0:2       |
| CD Castellón | 3:4    | Athletic Bilbao  | 2:2      | 1:2       |
| Real Madrid  | 9:3    | Racing de Madrid | 3:1      | 6:2       |

## Halbfinale
Die Hinspiele wurden am 20. Januar, die Rückspiele am 27. Januar 1929 ausgetragen.
|             | Gesamt |                 | Hinspiel | Rückspiel |
| ----------- | ------ | --------------- | -------- | --------- |
| Real Madrid | 7:2    | Athletic Bilbao | 3:1      | 4:1       |
| RCD Español | 3:1    | FC Barcelona    | 2:0      | 1:1       |

## Finale
| RCD Español                                    | RCD Español | Real Madrid | Real Madrid |
| ---------------------------------------------- | --- | --- | ----------- |
| RCD Español                                    | \| 3. Februar 1929 in Valencia (Estadio Mestalla) \| \| Ergebnis: 2:1 (0:0) \| \| Zuschauer: 25.000 \| \| Schiedsrichter: Pelayo Serrano \|                                                                    | \| 3. Februar 1929 in Valencia (Estadio Mestalla) \| \| Ergebnis: 2:1 (0:0) \| \| Zuschauer: 25.000 \| \| Schiedsrichter: Pelayo Serrano \|                                                                 | Real Madrid |
| RCD Español                                    | Ricardo Zamora – Ricardo Saprissa, Rafael González – Ramón Trabal, Pedro Solé, Julio Káiser – Martí Ventolrà, Domingo Broto, Francisco Tena, José Padrón, Crisant Bosch Cheftrainer: Jack Greenwell ( England) | José María Cabo – Félix Quesada , Juan Urquizu – Pachuco Prats, Desiderio Esparza, José María Peña – Jaime Lazcano, Monchín Triana, Gaspar Rubio, Rafael Morera, Francisco López Cheftrainer: José Quirante | Real Madrid |
| RCD Español                                    | 1:0 Francisco Tena (55.) 2:0 Crisant Bosch (70.) | 2:1 Jaime Lazcano (75.) | Real Madrid |
| 3. Februar 1929 in Valencia (Estadio Mestalla) | | |             |
| Ergebnis: 2:1 (0:0)                            | | |             |
| Zuschauer: 25.000                              | | |             |
| Schiedsrichter: Pelayo Serrano                 | | |             |